# Barčov
Barčov (německy Bartschow) je malá vesnice, část městyse Neustupov v okrese Benešov. Nachází se 2 km na jih od Neustupova. Leží v katastrálním území Dolní Borek.

## Historie
První písemná zmínka o vesnici pochází z roku 1379.
V letech 1850–1950 byla vesnice součástí obce Malovice, v letech 1961–1979 součástí obce Jiřetice a od 1. ledna 1980 se vesnice stala součástí městyse Neustupov.

## Další fotografie

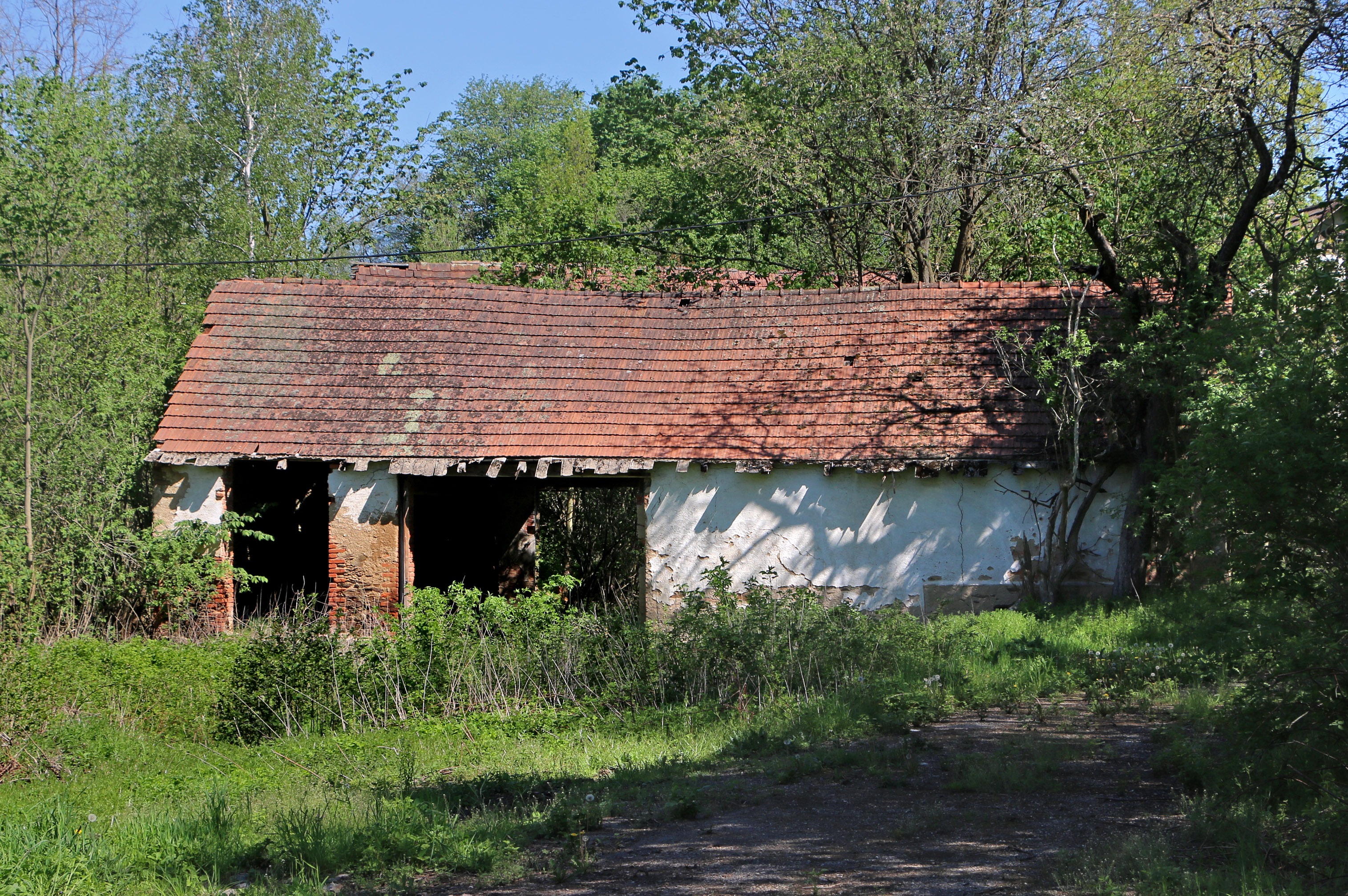
Bývalý statek
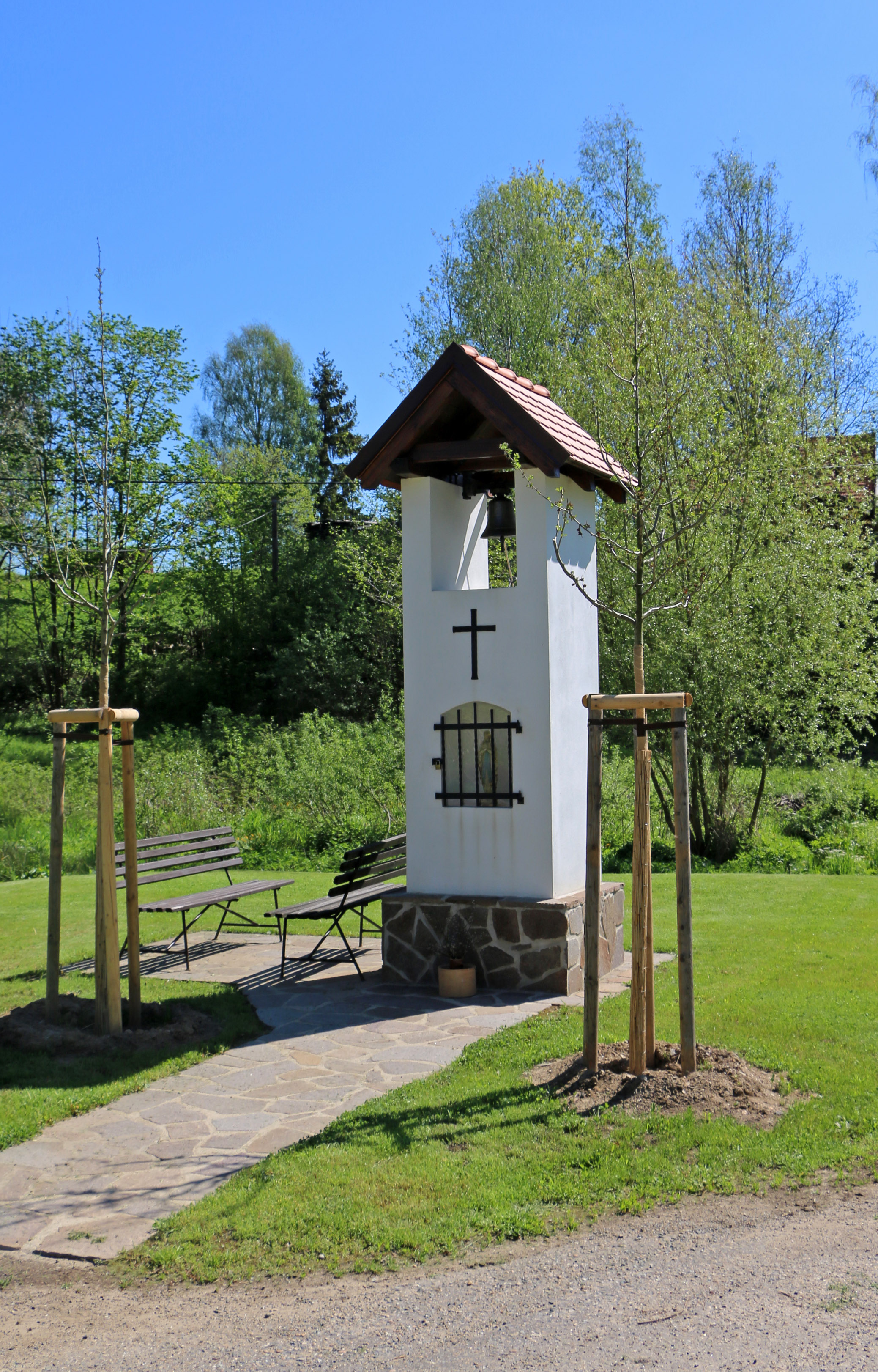
Zvonička
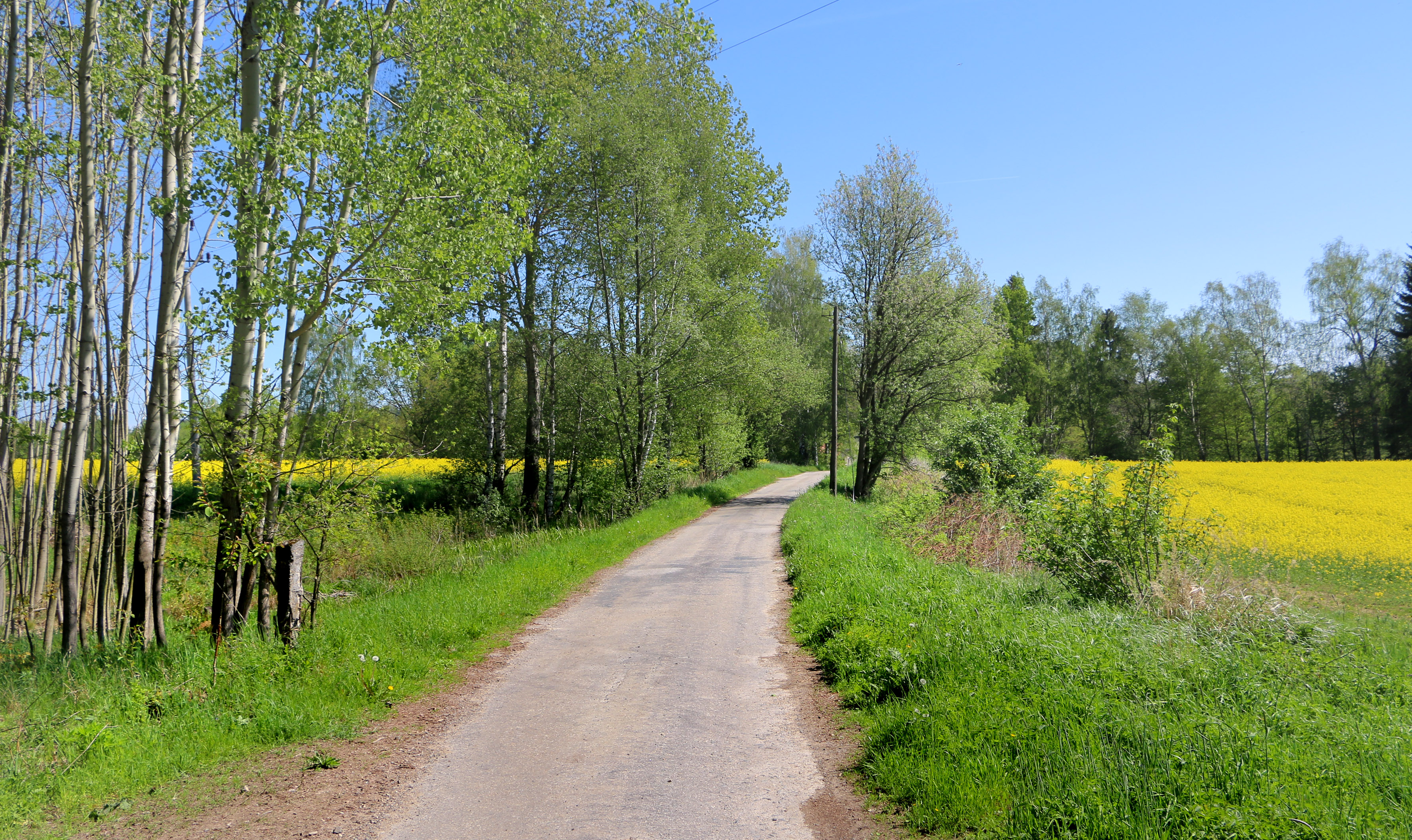
Silnice od vesnice